# 李孝式
陸軍上校敦李孝式爵士，SMN，KBE，JP（英語：Colonel Tun Sir Henry Lee Hau Shik，1900年11月19日—1988年6月22日），籍貫中國廣東信宜縣，出生於香港，馬來西亞華裔政治家和商人，馬來亞聯合邦首任財政部長，以及馬華公會和馬來西亞聯盟（即國民陣線前身）創始人之一。李孝式以優異成績考入英國劍橋大學。李孝式同時也獲得劍橋大學經濟、法律兩科碩士學位，據說是中國/華族第一人。李孝式于1926年，即在25歲開始从香港过洋到馬來亞和定居在这里，以協助父親經營的錫礦業務。在1929年，他受英國殖民地政府委任為衛生局委員，第二年再出任吉隆坡衛生局局長。1936年，他發起成立雪蘭莪中華總商會，同年也被選為馬來亞中華總商會會長。馬來亞脫離英國獨立前，李孝式曾經隨團前赴英國倫敦參與獨立談判，也是與英方簽署馬來亞獨立協議的唯一的華人代表。他也是馬來亞獨立運動中唯一一位並非生於馬來亞本土的領袖人物。

## 家庭背景
李孝式祖籍中國廣東省信宜縣，祖居位于廣東省信宜縣鎮隆八坊村大路街李氏書齋“菁藜閣”西軒的“求志居”，出身於信宜華山李氏望族、書香世冑之家。祖父李再榮是清朝著名學者，知府銜即選通判。信宜縣志總纂；父親李季濂是清朝五品銜委用訓導。辛亥革命後任廣東省文政廳秘書、廣州市政府顧問、廣東省諮議局議員。母親甘固真
。

## 早期生活
1900年，李孝式出生於英屬香港，民國初年就讀於廣州嶺南學校附小，後入廣州中學，再轉入香港皇仁書院，畢業後赴英國留學於劍橋大學，榮膺經濟、法律兩科碩士，被舉為英國經濟學院董事。
1924年同父親李季濂到馬來亞一起經營錫礦業，涉身居住國公眾的社會活動，並致力於華人社會的公益福利事業。創立雪蘭莪廣東會館、高州總會及李氏聯宗會，並籌建該三間會館大廈，深得當地公眾信賴和華人、華僑同鄉的愛戴。任馬來西亞吉隆坡市政府議員前後十五年，雪蘭莪中華總商會長前後16年，歷任馬來西亞高州總會會長、雪蘭莪廣東會館會長、雪森彭礦務公會會長及其他十餘處的公眾機關、經濟機構之首長或董事。是著名的礦業家、銀行家和社團領袖，是當代馬來西亞華人社會的著名社會活動家。
1926年前後，當中國實業未興，民生艱困之際，他在同其父親李季濂經營錫業中，於香港、廣州、廣州灣（現湛江）、梅綠、鎮隆、東鎮等地開設“錦綸泰”商號，經營旅業和匯兌，自成一條水路交通線，引渡和資助不少故鄉民眾前往馬來西亞就業謀生。

## 二戰期間
1937年中國抗日戰爭爆發後，雪蘭莪華僑團體組織了「雪蘭莪華僑籌賑祖國難民委員會」，推舉李孝式為會長，並募款一千多萬元。翌年，陳嘉庚於新加坡成立「南洋華僑籌賑祖國難民總會」，李孝式也是南僑總會常務委員之一。1941年當日軍入侵馬來亞時，出任吉隆坡空襲總監，後來於馬來亞淪陷前經船渡抵達印度，又轉抵中國重慶抗日，並服務於國民政府軍事委員會國防外事局，階級同上校專員。

## 政治之路
在日本投降後，馬來西亞百業蕭條，李孝式於1945年9月返回馬來亞，同年10月，他邀集僑領共35人創辦《中國報》，并獲選為董事長，致力新聞事業達33年之久。1946年2月1日，《中國報》正式刊行。
同時，奉當地政府之命，視察馬來亞境內礦場，其間向當地政府提議成立“華人礦務復興貸款委員會”。給華人礦業家貸款二千餘萬元。使華人礦場得以復興。隨後，又組織“馬來亞華人礦務總會”，獲選連任會長九年，華人礦務由此取得最高機構的代表，在馬來亞聯邦立法會贏得席位兩名，在國際錫業會議有代表一名。他自1946年至1960年間，代表馬來亞出席在英、美、日及歐洲各國舉行的國際錫業會議二十餘次，華人在馬來亞發展錫業方面的重要地位自此聞名世界。
1949年，李孝式為利於華人在馬來亞聯邦政治地位的穩定，乃聯合其他華人立法議員，組織“馬來亞華人公會”，被舉為總會政治組織主任，連任總會副會長及雪蘭莪分會會長七年。
1952年，為謀求華巫兩大民族親善和政治方面的發展，他又組織馬華公會與巫統機構之聯盟政黨。該聯盟在1953年參加吉隆坡的議員競選。在十二席位中得九席，獲大勝利，聲震全國，各州屬城市的競選，聯盟均獲大勝。1948年馬來亞聯邦成立後，他被任為非官立法會兼行政會議員。1953年聯盟政黨成立後，他接任海港鐵道部長，翌年該部擴大為交通部。
1955年馬來亞全國大選，他為聯盟圓桌會議主席，復為聯盟競選委員會副主席，參與聯盟治國大綱《獨立之路》宣言的起草，並致力聯盟的競選演說。大選結果，聯盟在52席中得51席，乃受命組閣。1956年，他二次首席部長前往英國，與英政府談判獨立，親自參與馬來亞獨立的簽字，並取得英國政府贈送三百七十萬英鎊，值叻幣3.3億元，以解決建國初步經費。返馬後，升任財政部長。在爭取馬來亞的獨立中，立下顯赫功勳。
李孝式素重體育，在劍橋大學肄業時，曾為網球隊、足球隊、高爾夫球隊選手，又曾任馬來亞奧林匹克理事會會長和馬來西亞全國高爾夫球總會名譽會長。常領隊參加國際比賽。他在居住國從事政治及社會活動40多年，為居住國的發展，為抵抗外敵的入侵，為爭取當地民族的獨立和發展，為謀求華人的公益福利，可謂業績卓著。連任馬來亞聯邦立法會議員12年，行政議員10年，部長7年。
他的主要任务包括建立国家的金融政策和马来亚中央银行。1959年从政坛退休后，他在1961年担任马来亚货币事务委员会财务主席一职。1966年，他成立了兴业银行（D＆C Bank），该银行成为马来西亚第五大银行。
1957年因患聲帶炎而辭退財政部長職務，以事休養。然馬來亞聯邦政府當局仍借重他在華人中的高望，聘任他為馬華公會元老參事會主席。
1968年1月15日，馬來西亞國家元首特任他為主管最高勳銜大臣。

## 從商之路
李孝式爵士離政壇後，轉而致力銀行業，向金融方面發展。1966年創立興業銀行，該銀行下有21間分行，並有附屬機構，遍布東、西馬來西亞，資產達5.58億元。
1978年，又在馬來西亞和香港創立渣打銀行信託公司、國民顧主互惠保險有限公司、汎亞財務金融公司，親任各機構的董事會主席，在世界金融界聲譽卓著。每年世界銀行舉行年會，他均被邀請以特別貴賓資格參加會議。
李孝式向來熱愛故鄉，熱心於故鄉的公益福利事業，對故鄉信宜縣華僑中學的興辦，深表關心和大力支持，且欣然接受該校董事會的聘請，於1986年9月，親筆題寫“華僑中學”校名寄返故鄉，給故鄉人以莫大的鼓舞。

## 殊榮
- 1948年1月1日，獲英皇喬治六世晉封C·B·E·勳位，是馬來亞華人在抗日戰爭後第一位得此榮譽者（英皇喬治六世在劍橋大學時與李孝式爵士是同學）[6]。
- 1957年6月13日，獲英女皇伊麗莎白二世晉封為K·B·C·爵士[7]。
- 1959年8月31日，獲馬來亞最高元首冊封"S.M.N.敦"勛銜[8]。